# Weißbartgrasmücke
Die Weißbartgrasmücke (Curruca cantillans; Syn: Sylvia cantillans) oder auch Bartgrasmücke ist ein Singvogel aus der Gattung der Grasmücken (Curruca). Sie kommt im Mittelmeerraum vor.

## Beschreibung
Die Weißbartgrasmücke ist 12 bis 13 Zentimeter lang und etwa so groß wie die Klappergrasmücke, aber schlanker und hat einen kürzeren Schwanz. Die Oberseite ist gräulich, die Unterseite hell. In allen Kleidern haben sie einen weißen Bartstreifen. Die Flügelfedern und deren große Decken haben helle Säume. Die Iris ist dunkel, die Beine sandfarben-beige. Der Schnabel ist beige und an der Spitze und auf der Oberseite dunkel.
Die Männchen haben einen bleigrauen Kopf und Rücken. Sehr auffällig ist der leuchtend rote Augenring und die intensiv zimtfarben bis ziegelrote Kehle und Brust. Dadurch bekommt der weiße Bartstreif besonders viel Kontrast.
Die Weibchen haben einen deutlich blasseren hellgrauen Kopf und einen grau-olivfarbenen Rücken. Der Augenring ist weißlich, die Kehle hat einen rosa Anflug, ebenso die Flanken, die Unterseite ist ansonsten weiß.
Im ersten Winter sind Jungvögel auf der Oberseite braun-oliv und auf der Unterseite weiß.

## Stimme
Der Ruf ist ein hartes „ta“ oder „tek“, das auch unregelmäßig in Reihen abgegeben werden kann.
Auf den westlichen Mittelmeerinseln klingt der Ruf wie „trrrrt“, in Südosteuropa und der Türkei wie „trek“, das oft doppelt gerufen wird.
Bei Störung ruft die Weißbartgrasmücke heiser „tschä tschä tschä …“
Der Gesang besteht aus verhältnismäßig langen Strophen und enthält neben Lauten, die dem Ruf ähneln, auch andere trockene Laute, jedoch keine Flötentöne und tiefere Töne. Die Reichweite des Gesangs ist gering, er wird oft im Singflug vorgetragen. Im Herbst kann der Gesang auch Imitationen enthalten.

## Systematik
Es gibt fünf Unterarten, in drei abgegrenzten Gruppen, die dem Status von Allospezies nahekommen.
- C. c. cantillans (Pallas, 1764) die Nominatform kommt in Südwesteuropa bis Norditalien vor
- C. c. inornata (von Tschusi, 1906) kommt in Nordwestafrika vor, farbiger als S. c. albistiata, die Unterseite ist ziegelrot, der Bauch sehr wenig weiß, die Weibchen sind blass zimtfarben auf der Unterseite mit mehr weiß auf dem Bauch
- C. c. moltonii (Orlando, 1937) kommt auf den Balearen, Korsika und Sardinien vor
- C. c. albistriata (Brehm, CL, 1855) kommt in Südosteuropa einschließlich der Türkei vor, die Brust ist kastanienfarben, der Bauch heller und der Bartstreif breiter als bei der Nominatform.
- C. c. iberiae (Svensson, 2013) kommt auf der Iberischen Halbinsel vor. Wurde aufgrund morphologischer Unterschiede von C. c. inornata abgespalten.[2]

Mit Ausnahme von C. c. inornata und C. c. iberiae sind alle Unterarten in Mitteleuropa nachgewiesen worden.

## Lebensraum
Die Weißbartgrasmücke lebt in Macchia, dünn bewachsenen Stein-, Kork- und Flaumeichenwäldern. Die höchste Bestandsdichte wird in hoher Macchia oder Garrigue mit Bäumen und in weniger trockenen Lebensräumen, wie z. B. Oleander-Bewuchs in der Nähe von Flüssen, erreicht. In Kulturlandschaft kommt sie nur noch in Restbeständen der natürlichen, mediterranen Vegetation vor.

## Verbreitung
Die Weißbartgrasmücke ist im gesamten Mittelmeerraum verbreitet. Sie kommt auf der gesamten Iberischen Halbinsel mit Ausnahme der West- und Nordküste, über Südfrankreich bis Süditalien und Sizilien, Norditalien bis in die Toskana und auf den mediterranen Inseln vor. Weiterhin ist sie von Südslowenien, über die Mittelmeerküsten des Balkans, Bulgarien, ganz Griechenland bis nach Westanatolien zu finden.

## Wanderungen
Die Weißbartgrasmücke ist ein Zugvogel. Ihr Überwinterungsgebiet liegt vom Westen der Sahelzone nach Osten bis in den Nordwesten des Sudans und Südwestägypten. Der Abzug aus den Brutgebieten beginnt Ende Juni, am stärksten in Frankreich ab Mitte Juli. Der Höhepunkt des Durchzugs wird im Westen von August bis September, in der Camargue am 24. August erreicht. Nachzügler können im Osten noch bis Ende Oktober beobachtet werden. Die Ankunft in Südfrankreich beginnt ab Mitte März, Nachzügler kommen noch bis Mitte Mai an. Während der Rückkehr kann die Weißbartgrasmücke zahlreich auf den zentralen und westlichen Mittelmeerinseln auftreten.

## Fortpflanzung

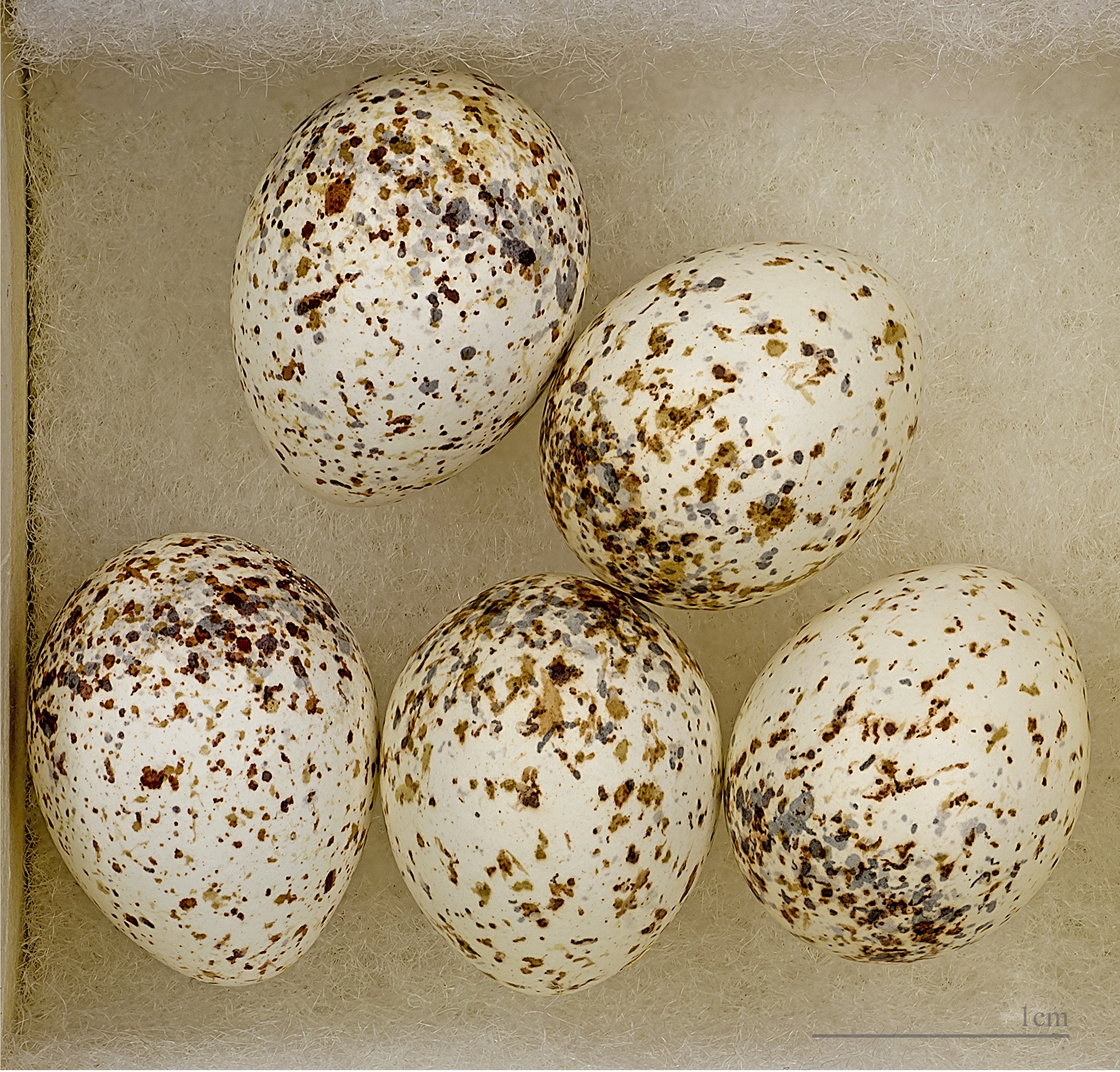
Eier der Weißbartgrasmücke

Das Nest wird in niedrigem Buschwerk, selten höher als einen Meter, angelegt. Es wird aus Halmen und Rinde vom Rosmarin oder Wacholder gebaut. Die Außenseiten werden mit Spinnenweben verkleidet. Innen wird es mit Tierhaaren und Pflanzenwolle ausgepolstert.
Das Gelege besteht aus 3 bis 4 auf grünlichem Grund gefleckten Eiern, deren Maße 16,5 × 12,9 Millimeter sind und 1,42 Gramm wiegen.
Beide Partner bebrüten sie 11 bis 13 Tage lang, wenn auch der Hauptteil beim Weibchen liegt. Die Jungen sind Nesthocker und schlüpfen nackt. Sie haben einen roten Rachen mit gelblichem Rand. Sie werden von beiden Eltern gefüttert. Bei Regen oder Sonnenschein schützt das Weibchen die Jungen mit ausgebreiteten Flügeln. Die Nestlingszeit beträgt 11 bis 12 Tage. Beginnt das Weibchen noch eine Zweitbrut, so werden die ersten Jungen vom Männchen weiter gefüttert.
Die Brutzeit dauert von Mitte April bis Anfang Juni.

## Nahrung
Die Nahrung besteht vor allem aus Insekten, im Sommer und Herbst auch aus Früchten.

## Belege